# Scottish FA Cup 1966/67
Der Scottish FA Cup wurde 1966/67 zum 82. Mal ausgespielt. Der wichtigste schottische Fußball-Pokalwettbewerb, der vom Schottischen Fußballverband geleitet und ausgetragen wurde, begann am 17. Dezember 1966 und endete mit dem Finale am 29. April 1967 im Hampden Park von Glasgow. Als Titelverteidiger starteten die Glasgow Rangers in den Wettbewerb, die sich im Vorjahresfinale im Old Firm gegen Celtic im Wiederholungsfinalspiel mit 1:0 durchsetzten. Bei der diesjährigen Austragung kamen die Rangers nicht über die erste Hauptrunde hinaus. Im Endspiel um den Schottischen Pokal standen sich Celtic und der FC Aberdeen gegenüber. Die Bhoys gewannen durch zwei Tore von Willie Wallace mit 2:0 und sicherten sich den 19. Titel im Pokalwettbewerb. In der Saison 1966/67 gewann der Verein vier weitere Titel; den Ligapokal, die Meisterschaft sowie den Glasgow Cup, und als Lisbon Lions holte Celtic zudem als erstes britisches Team überhaupt den Europapokal der Landesmeister. Es gilt bis heute als Annus mirabilis in der Vereinshistorie von Celtic Glasgow.

## 1. Qualifikationsrunde
Ausgetragen wurden die Begegnungen am 17. Dezember 1966.
|                        | Ergebnis |                       |
| ---------------------- | -------- | --------------------- |
| Chirnside United       | 1:7      | Elgin City            |
| Forfar Athletic        | 1:0      | FC East Stirlingshire |
| FC Hawick Royal Albert | 4:1      | Gala Fairydean Rovers |
| Nairn County           | 0:3      | FC Stenhousemuir      |
| FC Rothes              | 1:2      | FC Clydebank          |
| FC Vale of Leithen     | 1:8      | Berwick Rangers       |

## 2. Qualifikationsrunde
Ausgetragen wurden die Begegnungen zwischen dem 7. und 16. Januar 1967. Die Wiederholungsspiele fanden am 11. und 23. Januar 1967 statt.
|                        | Ergebnis |                  |
| ---------------------- | -------- | ---------------- |
| Albion Rovers          | 0:1      | FC Cowdenbeath   |
| Alloa Athletic         | 2:1      | FC Montrose      |
| Berwick Rangers        | 2:0      | Forfar Athletic  |
| Brechin City           | 1:0      | Third Lanark     |
| FC Dumbarton           | 2:0      | FC Clydebank     |
| FC Hawick Royal Albert | 1:1      | Elgin City       |
| FC Caledonian          | 0:0      | FC Stranraer     |
| FC Queen’s Park        | 3:0      | FC Stenhousemuir |

### Wiederholungsspiele
|              | Ergebnis |                        |
| ------------ | -------- | ---------------------- |
| Elgin City   | 2:0      | FC Hawick Royal Albert |
| FC Stranraer | 1:2      | FC Caledonian          |

## 1. Hauptrunde
Ausgetragen wurden die Begegnungen am 28. Januar 1967. Die Wiederholungsspiele fanden am 1. Februar 1967 statt.
|                     | Ergebnis |                      |
| ------------------- | -------- | -------------------- |
| Berwick Rangers     | 1:0      | Glasgow Rangers      |
| Celtic Glasgow      | 4:0      | FC Arbroath          |
| FC Dundee           | 0:5      | FC Aberdeen          |
| Elgin City          | 2:0      | Ayr United           |
| FC Falkirk          | 3:1      | Alloa Athletic       |
| Heart of Midlothian | 0:3      | Dundee United        |
| Hibernian Edinburgh | 2:0      | Brechin City         |
| FC Caledonian       | 1:3      | Hamilton Academical  |
| FC Kilmarnock       | 2:2      | Dunfermline Athletic |
| Greenock Morton     | 0:1      | FC Clyde             |
| FC Motherwell       | 0:1      | FC East Fife         |
| Partick Thistle     | 3:0      | FC Dumbarton         |
| FC Queen’s Park     | 3:2      | Raith Rovers         |
| Stirling Albion     | 1:2      | Airdrieonians FC     |
| FC St. Johnstone    | 4:0      | Queen of the South   |
| FC St. Mirren       | 1:1      | FC Cowdenbeath       |

### Wiederholungsspiele
|                      | Ergebnis |               |
| -------------------- | -------- | ------------- |
| FC Cowdenbeath       | 0:2      | FC St. Mirren |
| Dunfermline Athletic | 1:0      | FC Kilmarnock |

## Achtelfinale
Ausgetragen wurden die Begegnungen am 18. Februar 1967. Die Wiederholungsspiele fanden am 20. und 22. Februar 1967 statt.
|                     | Ergebnis |                      |
| ------------------- | -------- | -------------------- |
| FC Aberdeen         | 5:0      | FC St. Johnstone     |
| Celtic Glasgow      | 7:0      | Elgin City           |
| FC Clyde            | 4:1      | FC East Fife         |
| Dundee United       | 1:0      | FC Falkirk           |
| Hibernian Edinburgh | 1:0      | Berwick Rangers      |
| Partick Thistle     | 1:1      | Dunfermline Athletic |
| FC Queen’s Park     | 1:1      | Airdrieonians FC     |
| FC St. Mirren       | 0:1      | Hamilton Academical  |

### Wiederholungsspiele
|                      | Ergebnis |                 |
| -------------------- | -------- | --------------- |
| Airdrieonians FC     | 1:2      | FC Queen’s Park |
| Dunfermline Athletic | 5:1      | Partick Thistle |

## Viertelfinale
Ausgetragen wurden die Begegnungen am 11. März 1967. Die Wiederholungsspiele fanden am 22. März 1967 statt.
|                     | Ergebnis |                      |
| ------------------- | -------- | -------------------- |
| Celtic Glasgow      | 5:3      | FC Queen’s Park      |
| FC Clyde            | 0:0      | Hamilton Academical  |
| Dundee United       | 1:0      | Dunfermline Athletic |
| Hibernian Edinburgh | 1:1      | FC Aberdeen          |

### Wiederholungsspiele
|                     | Ergebnis |                     |
| ------------------- | -------- | ------------------- |
| FC Aberdeen         | 3:0      | Hibernian Edinburgh |
| Hamilton Academical | 1:5      | FC Clyde            |

## Halbfinale
Ausgetragen wurden die Begegnungen am 1. April 1967. Das Wiederholungsspiel fand am 5. April 1967 statt.
|                | Ergebnis  |               |
| -------------- | --------- | ------------- |
| FC Aberdeen    | * 1:0 *   | Dundee United |
| Celtic Glasgow | ** 0:0 ** | FC Clyde      |

### Wiederholungsspiel
|          | Ergebnis |                |
| -------- | -------- | -------------- |
| FC Clyde | * 0:2 *  | Celtic Glasgow |

## Finale
| Celtic Glasgow                           | Celtic Glasgow | FC Aberdeen | FC Aberdeen |
| ---------------------------------------- | --- | --- | ----------- |
| Celtic Glasgow                           | \| Finale \| \| 29. April 1967 in Glasgow (Hampden Park) \| \| Ergebnis: 2:0 (1:0) \| \| Zuschauer: 126.102 \| \| Schiedsrichter: Willie Syme \| \| Spielbericht \|                        | \| Finale \| \| 29. April 1967 in Glasgow (Hampden Park) \| \| Ergebnis: 2:0 (1:0) \| \| Zuschauer: 126.102 \| \| Schiedsrichter: Willie Syme \| \| Spielbericht \|                   | FC Aberdeen |
| Celtic Glasgow                           | Ronnie Simpson – Jim Craig, Billy McNeill, John Clark, Tommy Gemmell – Jimmy Johnstone, Bobby Murdoch, Bertie Auld, Bobby Lennox – Stevie Chalmers, Willie Wallace Cheftrainer: Jock Stein | Bobby Clark – Jim Whyte, Tommy McMillan, Frank Munro, Ally Shewan – Jimmy Wilson, Jens Petersen, Jimmy Smith, Davie Johnston – Harry Melrose, Jim Storrie Cheftrainer: Eddie Turnbull | FC Aberdeen |
| Celtic Glasgow                           | 1:0 Willie Wallace (42.) 2:0 Willie Wallace (49.) | | FC Aberdeen |
| Finale                                   | | |             |
| 29. April 1967 in Glasgow (Hampden Park) | | |             |
| Ergebnis: 2:0 (1:0)                      | | |             |
| Zuschauer: 126.102                       | | |             |
| Schiedsrichter: Willie Syme              | | |             |
| Spielbericht                             | | |             |